# Liste des présidents de la Roumanie
Pour un article plus général, voir Président de la Roumanie.
Cet article dresse la liste des présidents de la Roumanie qui se sont succédé depuis la création de cette fonction, en 1974.

## Liste des titulaires

### République socialiste de Roumanie (1974-1989)
| N° | Portrait          | Titulaire (Naissance-mort)    | Élection       | Mandat       | Mandat           | Mandat                     | Parti politique | Parti politique | Notes                                              |
| N° | Portrait          | Titulaire (Naissance-mort)    | Élection       | Début        | Fin              | Durée                      | Parti politique | Parti politique | Notes                                              |
| -- | ----------------- | ----------------------------- | -------------- | ------------ | ---------------- | -------------------------- | --------------- | --------------- | -------------------------------------------------- |
| 1  | Nicolae Ceaușescu | Nicolae Ceaușescu (1918-1989) | 1974 1980 1985 | 28 mars 1974 | 22 décembre 1989 | 15 ans, 6 mois et 24 jours |                 | PCR             | Président de la république socialiste de Roumanie. |

### Roumanie (depuis 1989)
| N°  | Portrait            | Titulaire (Naissance-mort)       | Élection  | Mandat           | Mandat           | Mandat                     | Parti politique | Parti politique | Notes |
| N°  | Portrait            | Titulaire (Naissance-mort)       | Élection  | Début            | Fin              | Durée                      | Parti politique | Parti politique | Notes |
| --- | ------------------- | -------------------------------- | --------- | ---------------- | ---------------- | -------------------------- | --------------- | --------------- | --- |
| 1   | Ion Iliescu         | Ion Iliescu (1930-2025)          | —         | 20 décembre 1989 | 20 juin 1990     | 6 ans, 11 mois et 9 jours  |                 | FSN             | Président du Conseil du Front de salut national (décembre 1989 - février 1990), du Conseil provisoire d'unité nationale (février - juin 1990). |
| 1   | Ion Iliescu         | Ion Iliescu (1930-2025)          | 1990 1992 | 20 juin 1990     | 29 novembre 1996 | 6 ans, 11 mois et 9 jours  |                 | FDSN            | Président de Roumanie (juin 1990 - novembre 1996), élu en mai 1990 puis réélu en octobre 1992 au second tour face au libéral Emil Constantinescu. |
| 2   | Emil Constantinescu | Emil Constantinescu (né en 1939) | 1996      | 29 novembre 1996 | 20 décembre 2000 | 4 ans et 21 jours          |                 | CDR             | Élu en novembre 1996 au second tour face au président sortant Ion Iliescu. Ne se représente pas à l'issue de son mandat. |
| (1) | Ion Iliescu         | Ion Iliescu (1930-2025)          | 2000      | 20 décembre 2000 | 20 décembre 2004 | 4 ans                      |                 | PDSR/PSD        | Troisième mandat. Élu au second tour en décembre 2000 face au candidat d'extrême droite Corneliu Vadim Tudor. |
| 3   | Traian Băsescu      | Traian Băsescu (né en 1951)      | 2004 2009 | 20 décembre 2004 | 21 décembre 2014 | 10 ans et 1 jour           |                 | PD/PDL          | Maire de Bucarest, il est élu au second tour de la présidentielle de décembre 2004 face au Premier ministre social-démocrate Adrian Năstase. Suspendu de ses fonctions par le Parlement du 20 avril 2007 au 23 mai 2007 et du 10 juillet au 27 août 2012 ; les deux référendums qui s'ensuivent ne conduisent pas à sa destitution, ce qui lui permet de conserver ses fonctions de président. Réélu au second tour face au social-démocrate Mircea Geoană en décembre 2009. |
| 4   | Klaus Iohannis      | Klaus Iohannis (né en 1959)      | 2014 2019 | 21 décembre 2014 | 12 février 2025  | 10 ans, 1 mois et 22 jours |                 | PNL             | Premier président issu de la minorité allemande du pays, élu en décembre 2014 face au Premier ministre social-démocrate Victor Ponta, puis réélu en décembre 2019 face à l'ex-Première ministre social-démocrate Viorica Dăncilă. Alors que son mandat a été prolongé par la Cour constitutionnelle après l'annulation de l'élection présidentielle roumaine de 2024, il démissionne alors qu'il est sous la menace d'une procédure de destitution.                          |
| 5   | Klaus Iohannis      | Nicușor Dan (né en 1969)         | 2025      | 26 mai 2025      | en fonction      | 2 mois et 11 jours         |                 | Sans            | Maire de Bucarest, il est élu au second tour de l'élection présidentielle de mai 2025 face au candidat d'extrême droite George Simion. |

### Présidents par intérim
| Portrait         | Titulaire (Naissance-mort)    | Mandat          | Mandat       | Mandat             | Parti politique | Parti politique | Notes                                                                                             |
| Portrait         | Titulaire (Naissance-mort)    | Début           | Fin          | Durée              | Parti politique | Parti politique | Notes                                                                                             |
| ---------------- | ----------------------------- | --------------- | ------------ | ------------------ | --------------- | --------------- | ------------------------------------------------------------------------------------------------- |
| Nicolae Văcăroiu | Nicolae Văcăroiu (né en 1943) | 20 avril 2007   | 23 mai 2007  | 1 mois et 3 jours  |                 | PSD             | Assure l'intérim lors de la première suspension de Traian Băsescu en tant que président du Sénat. |
| Crin Antonescu   | Crin Antonescu (né en 1959)   | 10 juillet 2012 | 27 août 2012 | 1 mois et 17 jours |                 | PNL             | Assure l'intérim lors de la seconde suspension de Traian Băsescu en tant que président du Sénat.  |
| Ilie Bolojan     | Ilie Bolojan (né en 1969)     | 12 février 2025 | 26 mai 2025  | 3 mois et 14 jours |                 | PNL             | Assure l'intérim après la démission de Klaus Iohannis en tant que président du Sénat.             |